# 도쓰카 히로시
도쓰카 히로시(戸塚 宏, 1940년 9월 6일~)는 일본의 교육가이자, 저술가이다. 현재 윈드서핑 의 훈련을 하는 전 기숙사 시설인 도쓰카 요트 스쿨을 운영하고 있다.
나고야 대학 공학부 재학 중에 요트부의 주장으로서 활약했다. 1975년 에는 오키나와 해양박 기념 '태평양-오키나와 단독 횡단 레이스'에서 호리에 겐이치 등을 꺾고 우승해 주목받았었다. 이후 1979년부터 1982년에 걸쳐 체벌이 원인인 학생 5명의 사망 사고를 일으킨 도쓰카 요트 스쿨 사건으로 상해 치사죄 , 감금 치사죄 로 기소 되게 된다. 19년을 요하는 장기재판이 되었지만 대법원 에서 징역 6년으로 판결 확정했다. 2006년 4월 29일에 시즈오카 감옥을 만기 출소되었고 스쿨은 일시 폐쇄에 몰렸지만, 1986년 에 도쓰카가 3년 만에 보석되어 재개되었고 1987년 에는 이시하라 신타로를 회장으로 하는 「도쓰카 요트 스쿨을 지원하는 모임」이 발족하고 있다.